# 東京スカンクス
TOK¥O $KUNX（とうきょうスカンクス、東京スカンクス）は1990年代の日本のサイコビリー～ラスティックを代表するバンド。1986年にダビすけ(後のAA&TO\$OX副長だびすケ? ，現ＤＪのダビス･Ｋ)が命名、ミヨリーノ(現TheDROPS)らと結成。アナログ･レコードを8タイトル、CDを9タイトル、DVDを1タイトル発表している。ファースト･ライヴは1987年9月20日＠下北ナイトクラブ。ファイナル・ライヴ(正式名称は｢改燦GiG｣)は2002年10月26日＠新宿ロフト。その後3度、臨時再結成ライヴを行ってはいるが基本的には｢超期休業中｣。

## 楽曲およびジャンル
TOK\O $KUNX(以下たびたび単に｢$KUNX｣と略記)のレパートリーは全曲オリジナルで、｢非ロックなルーツ音楽各種｣と｢ロックな音楽各種｣との混成音楽が主体である。レパートリーの旋律面でのベースとなるのは欧米Trad各種および、Hillbilly, Bluegrass, Western, TexMex, DixielandJazz, NewOrleansJazz,  WesternSwing, Jug, Skiffle等々。それらルーツ音楽で使用されるAcoustic楽器各種も用いながらPunk,Ska,Rockabillyあたりのノリでプレイする、というのが$KUNXの基本スタイルといえる。
当初はみずからの音楽性を Dixie-Cow-Punk'a'Skabilly などと表現していたが、Psychobilly的CowPunk風ナンバーがレパートリーの中核をなしていたため、世間的にはPsychobillyバンドとして認知され$KUNX側もそれを否定することなくロカビリー／サイコビリー系イベントへの出演を活動の中心としていた。しかし1990年代中期になるとサイコビリー・シーンには、スニーカー･半パン･長髪というスケートボード乗り同様の身形でハードコア風やメタル的な楽曲をプレイするバンドが増えたため、それらスケーター的｢ロン毛サイコ勢｣との差別化を意識して1994年より$KUNXは路線名としてRustic Stompを自称。
1996年にはDOG'GIE DOGG, LOS RANCHEROS, BANANA SHAKES, CLASSIC CHIMES といった楽器編成の似たバンドばかり集めた全9バンドのオムニバス･アルバム『RUSTIC STOMP 1996』の制作を主導し、その参加9バンドでラスティックという新ジャンルを立ち上げるに至った。同時に$KUNX主催で『東京ラスティックないと』という隔月イベントを下北沢のCLUB251で開催し(1996～1999)、ラスティック･ストンプ･ミュージックの普及・発展に貢献。

## 全ディスコグラフィー
TOK\O $KUNXは アナログ45rpmレコード(7",12"),アナログ33rpmレコード(7",10",12"), ＣＤ, ８cmＣＤ, ＤＶＤ　の各フォーマットを発表している。参加オムニバスも含めるとインディー９レーベル、メジャー４レーベルの計13ものレーベルからオフィシャル音源がリリースされており、完全自由な放浪楽団であったともいえる。
- 1988年『TOK\O $KUNX』(4曲入りｱﾅﾛｸﾞ7吋) PacificDamageLabel
- 1990年 VA『Jappin'PsychoBomb1stAppearance』(3曲参加ｱﾅﾛｸﾞLP) VinylJapan
- 1991年『BAKABILLIE BOOGIE』(4曲入りｱﾅﾛｸﾞ12吋) VinylJapan
- 1992年『JELLY ROLL RODEO』(6曲入りｱﾅﾛｸﾞミニLP) VinylJapan
- 1993年『Cattle Dick』(11曲入りＣＤ) VinylJapan
- 1994年『LA BANDA』(2曲入りｱﾅﾛｸﾞ7吋／ＣＤ) VinylJapan
- 1994年『BPカウボーイのテーマ』(3曲入り８糎ＣＤ) FunHouse[17]
- 1995年『RiNGO KiD OiWAKE』(6曲入りｱﾅﾛｸﾞ10吋／5曲入りＣＤ) VinylJapan
- 1996年 VA『RUSTIC STOMP 1996』(2曲参加ｱﾅﾛｸﾞLP+ｱﾅﾛｸﾞ7吋) OneMillionDollar
- 1996年 VA『ラスティックの夜明け』(2曲参加ＣＤ) KING
- 1997年『ハップトゥーサンシー・ゴー・ラスティックス!』(10曲入りＣＤ) KING
- 1997年『Hup-Two-Sun-She GO RUSTIX!』(10曲入りｱﾅﾛｸﾞLP) OneMillionDollar
- 1998年 VA『アトミック番長！転校編』(1曲参加ＣＤ) HappyHouse
- 1998年 VA『VIDEO RUSTIX』(2曲参加ＶＨＳ) OneMillionDollar
- 1999年 VA『SHOT THE PINK GUN』(1曲参加ＣＤ) UKP
- 2000年 VA『RUSTIC STOMP 2000』(1曲参加ＣＤ／ｱﾅﾛｸﾞLP) OneMillionDollar
- 2001年『関東ラスチック狂会推薦盤』(4曲入りｱﾅﾛｸﾞ12吋／ＣＤ) VinylJapan
- 2001年『東海ラスチック狂会推薦盤』(4曲入りＣＤ) CyberLabel
- 2001年『関西ラスチック狂会推薦盤』(4曲入りｱﾅﾛｸﾞ7吋) BlueStone
- 2001年 VA『LONDON NITE 4』(1曲参加ｱﾅﾛｸﾞLP／ＣＤ) EastWest
- 2001年 VA『ItAllStartedHereVol.1』(2曲参加ＣＤ) BigRumblePro.
- 2002年『関西ラスチック狂会推薦盤』(4曲入りＣＤ) BlueStone
- 2007年 VA『実録!!東京ビッグランブル1998』(2曲参加ＤＶＤ) BigRumbleProductions
- 2007年『東京バカビリーブギ伝説』(26曲入り２ＣＤ) VinylJapan[18]
- 2012年『ハップトゥーサンシー・ゴー・ラスティックス!』(別社再発10曲入りＣＤ) DIW Phalanx
- 2012年『東京スカンクスな日々'87-'02』(42曲74テイク入りＤＶＤ) DisKKwaizoKDau

上記以外にもVinylJapan(英国盤)のオムニバス３枚とOneMillionDollar(ドイツ盤)のオムニバス１枚にも各１曲ずつ参加しているが、オリジナル収録の単独盤と全くの同一テイクなので省略。

## メンバー編成
1987年の活動開始時にも2002年の活動停止時にも$KUNXに参加していたメンバーは、ダビすけ と ミヨリーノの２名のみである。以下は初期、中期、末期 それぞれの代表的な編制例である。
- 1990年 (12"EP『BAKABILLIE BOOGIE』録音当時)

ダビすけ：Banjo, Mandolin, Vox
チャリオ：Guitar, Vox
カツ：Trumpet, Kazoo, TinWhistle, SlideWhistle, Harmonica, JawHarp, Washboard, Vox
ユージ：DoubleBass
ミヨリーノ：(Standing)Drums
- 1995年 (10"LP『RiNGO KiD OiWAKE』録音当時)

ダビすけ：Banjo, Mandolin, Kazoo, Vox
チャリオ：Guitar, Fiddle, Kazoo, Vox
ハマ：Trumpet, Accordion, TinWhistle, SlideWhistle, Harmonica, JawHarp, Vox
島倉：DoubleBass, Vox
ミヨリーノ：(Standing)Drums, Vox
- 2002年 (｢改燦GiG｣当時の正式最終メンバー)

ダビすけ：Banjo, Mandolin, Kazoo, Vox
てつ：Guitar, ResonatorGuitar, Kazoo, Vox
しろ：Trumpet, Harmonica, TinWhistle, Vox
カツヤ：DoubleBass, Kazoo, Vox
ミヨリーノ：(Standing)Drums

## 比較的入手容易盤ディスコグラフィー

### シングル
- LA BANDA（1994年 VINYL JAPAN）

### アルバム
- Cattle Dick（1993年 VINYL JAPAN）
- Hup-Two-Sun-She GO RUSTIX!（1997年12月22日 キングレコード/2012年7月18日再発 ディスクユニオン）
- 東京バカビリー･ブギ伝説（2007年12月25日 VINYL JAPAN）※VINYL JAPANリリース全曲集CD 2枚組

### 参加作品
- ラスティックの夜明け/和製ラスティック・バンド集（1997年1月22日 キングレコード）

### DVD
- 東京スカンクスな日々’87-’02（2012年7月18日 ぢすく怪俗堂/disk union）

## タイアップ一覧
| 年     | 曲名                 | タイアップ             |
| ------ | -------------------- | ---------------------- |
| 1994年 | BPカウボーイのテーマ | カルビー「BP」CMソング |

## ライヴ活動
1987～2002年の15年間に、31都道府県の153会場で376本のライヴを行ったTOK\O $KUNX。15年間の平均としては、月に2本強のペースであった。以下そのデータ詳細。
- 最北端にして最東端の地は北海道旭川、最南端にして最西端の地は沖縄県宮古島。(海外なし)
- 都道府県別ライヴ本数、上位5つは、①東京都(210本),②愛知県(32本),③神奈川県(22本),④沖縄県(14本),⑤静岡県(10本)
- 会場別ライヴ本数、上位5つは、①新宿ANTIKNOCK(32本),②下北沢CLUB251(30本),③新宿Loft旧店舗(18本)[22], ④下北沢ZOO(15本)[23],⑤川崎CLUB CITTA'(10本)
- 欧米バンド(Psycho/NeoRocka/Jive/NeoAco/Punkなど)30組の来日公演にサポート出演しており、$KUNXは90年代日本の｢外タレ前座王｣であった[24]。

## 売上
- 2012年11月3日(土),4日(日)に新宿Loftで開催された$KUNXの再結成2days(11/3が｢活動カイシ25周年記念｣、11/4が｢活動テイシ10周年記念｣)の初日[25]が、2012年・新宿Loftドリンク売上(1日単位)の年間第1位を記録。[26]